# Донигал
Вижте пояснителната страница за други значения на Донигал.
До̀нигал (на английски: Donegal, произнася се ˈdɒnɨgɔːl, на ирландски Dún na nGall) е град в северната част на Ирландия, графство Донигал на провинция Ълстър. Разположен е на залива Донигал и устието на река Еск на около 15 km от границата със Северна Ирландия. Първите сведения за града датират от 12 век. Имал е жп гара от 16 септември 1889 г. до 1 януари 1960 г. Населението на града е 2339 жители от преброяването през 2006 г. 